# Sejdol
Sejdol (bulgariska: Сейдол) är ett distrikt i Bulgarien.   Det ligger i kommunen Obsjtina Loznitsa och regionen Razgrad, i den nordöstra delen av landet, 270 km öster om huvudstaden Sofia.
Trakten runt Sejdol består till största delen av jordbruksmark. Runt Sejdol är det ganska tätbefolkat, med 86 invånare per kvadratkilometer.